# Попондопуло, Владимир Фёдорович
Владимир Фёдорович Попондопуло (род. 29 февраля 1952 года, станица Абинская, Краснодарский край) — советский и российский учёный-правовед, специалист в области гражданского права и предпринимательского права. Доктор юридических наук, профессор, заслуженный деятель науки Российской Федерации (2007). Заведующий кафедрой коммерческого права Юридического факультета Санкт-Петербургского государственного университета.

## Биография
В 1977 году окончил юридический факультет Дальневосточного государственного университета (ДВГУ). С 1978 года учился в очной аспирантуре на кафедре гражданского права Ленинградского государственного университета (ЛГУ), сначала под научным руководством проф. О. С. Иоффе, а затем — проф. В. Т. Смирнова. В 1981 году защитил кандидатскую диссертацию «Динамика обязательственного правоотношения и гражданско-правовая ответственность».
В 1977—1978, а затем в 1981—1983 годах работал ассистентом кафедры гражданского права и процесса ДВГУ. С 1983 по 1984 год — преподаватель Высшего политического училища МВД СССР. С 1984 года по настоящее время — ассистент кафедры гражданского права ЛГУ; ассистент, старший преподаватель, доцент кафедры хозяйственного права ЛГУ (СПбГУ); доцент, профессор, заведующий кафедрой коммерческого права СПбГУ.
В 1991 году присвоено научное звание доцента. В 1992 году избран, а в 1997 и 2002 годы переизбран на должность заведующего кафедрой коммерческого права СПбГУ. В 1994 году защитил докторскую диссертацию «Проблемы правового режима предпринимательства». В 1996 году присвоено научное звание профессора. С 2016 года — председатель Федерального учебно-методического объединения в системе высшего образования по укрупнённой группе специальностей и направлений подготовки «40.00.00 Юриспруденция».

## Научная и преподавательская деятельность
Опубликовал более 200 научных работ. Научные интересы в основном сосредоточены по следующим трем направлениям:
- проблемы ответственности за нарушение гражданско-правовых обязательств;
- проблемы правового регулирования предпринимательской деятельности;
- проблемы правового регулирования несостоятельности (банкротства).

### Основные научные труды
- Динамика обязательственного правоотношения и гражданско-правовая ответственность / В. Ф. Попондопуло. — Владивосток: Изд-во Дальневост. ун-та, 1985. — 112 с.
- Правовой режим предпринимательства /Санкт-Петербургский государственный университет. — Науч. изд. — СПб.: Изд-во СПбГУ, 1994. — 208 с. ISBN 5288014604
- Конкурсное право: Правовое регулирование несостоятельности (банкротства) : Учеб. пособие / В. Ф. Попондопуло; С.-Петерб. гос. ун-т. Юрид. фак. — М.: Юристъ, 2001. — 331 с. — (Istitutionts). ISBN 5-7975-0450-2
- Коммерческое право : В двух частях / /Авт. кол.: А. Ю. Бушев, О. А. Городов, Н. А. Джобава и др.; Под ред. В. Ф. Попондопуло, В. Ф. Яковлевой; Санкт-Петербургский государственный университет. Юридический факультет, Санкт-Петербургский филиал Института государства и права РАН. — 3-е изд., перераб. и доп., учеб.. — М. Юристъ, 2002. — (Institutiones)
  - … Часть 1 — М.: Юристъ, 2002. — 622 с. ISBN 5797505169
  - … Часть 2 — М.: Юристъ, 2002. — 638 с. ISBN 5797505177
- Коммерческое право. Учебник. М., 2002 г.;
  - Коммерческое (предпринимательское) право : учебник для студентов высших учебных заведений, обучающихся по специальности «Юриспруденция» / В. Ф. Попондопуло. — 3-е изд., перераб. и доп. — М.: Норма, 2008. — 798 с. ISBN 978-5-468-00262-9
- Комментарий к Федеральному закону «О несостоятельности (банкротстве)» / Под ред. В. Ф. Попондопуло. М., 2002 г.
  - Комментарий к Федеральному закону «О несостоятельности (банкротстве)»: Постатейный научно-практический /Авт. кол.: А. Ю. Бушев, О. А. Городов, Н. С. Ковалевская и др.; Под ред. В. Ф. Попондопуло; Санкт-Петербургский государственный университет. Юридический факультет ; Санкт-Петербургский филиал ИГП РАН. — М.: Омега-Л, 2003. — 488 с. ISBN 5901386779
  - Комментарий к Федеральному закону «О несостоятельности (банкротстве)» [Текст] : постатейный / [А. Ю. Бушев и др.]; под ред. В. Ф. Попондопуло. — Изд. 3-е, перераб. и доп. — М.: Проспект, 2011. — 775 с. ISBN 978-5-392-01884-0
- Производство по делам о банкротстве в арбитражном суде= Bankruptcy proceedings in arbitration court / В. Ф. Попондопуло, Е. В. Слепченко. — СПб.: Юрид. центр Пресс, 2004 (Акад. тип. Наука РАН). — 344 с. — (Теория и практика гражданского права и гражданского процесса/ Ассоц. Юрид. центр). ISBN 5-94201-309-8

## Награды и звания
- Медаль «За отвагу на пожаре» (Указ Президиума Верховного Совета РСФСР, 1974 г.).
- Лауреат премии «За успехи в юридической науке» (Фонд развития юридического факультета СПбГУ, 1997 г.).
- Медаль «В память 300-летия Санкт-Петербурга» (Указ Президента РФ 2003 г.).
- Почётный работник высшего профессионального образования Российской Федерации (Приказ Минобразования России 2004 г.).
- Заслуженный деятель науки Российской Федерации (28 декабря 2007 года) — за большие заслуги в научной деятельности[2].
- Орден Греческой Республики «За заслуги» ІІІ степени.
- Орден «Содружество» (19 мая 2016 года, Межпарламентская ассамблея СНГ) — за активное участие в деятельности Межпарламентской Ассамблеи и её органов, вклад в укрепление дружбы между народами государств — участников Содружества Независимых Государств[3].
- Юбилейная медаль «МПА СНГ. 25 лет» (12 апреля 2018 года, Межпарламентская ассамблея СНГ) — за заслуги в деле развития и укрепления парламентаризма, за вклад в развитие и совершенствование правовых основ функционирования Содружества Независимых Государств, укрепление международных связей и межпарламентского сотрудничества[4].